# Brave New World (Iron Maiden)
Brave New World è il dodicesimo album in studio del gruppo musicale britannico Iron Maiden, pubblicato il 29 maggio 2000 dalla EMI.

## Descrizione
Brave New World è l'album che sancisce il ritorno di due membri storici del gruppo: il cantante Bruce Dickinson (sostituito da Blaze Bayley nei due album precedenti) e il chitarrista Adrian Smith (allontanatosi dal gruppo dopo Seventh Son of a Seventh Son, nel 1990).
Durante la fase di registrazione del disco gli Iron Maiden presero alcuni brani originariamente composti per il precedente album Virtual XI. Come spiegato da Smith alcuni di questi erano The Nomad, Dream of Mirrors e The Mercenary, scritti originariamente per tale disco ma solo in seguito riarrangiati da lui insieme a Dickinson. Il bassista Steve Harris ha inoltre aggiunto che anche Blood Brothers fu abbozzata durante le sessioni di Virtual XI, ma mai completata.
Il titolo dell'album fa riferimento al romanzo omonimo di Aldous Huxley Il mondo nuovo. La copertina è stata realizzata da Derek Riggs.

## I brani
- The Wicker Man è stato il primo singolo. Il titolo prende spunto dal film omonimo del 1973.[senza fonte]
- Ghost of the Navigator parla di un marinaio che naviga imperterrito di notte verso una meta sconosciuta, incurante dei fantasmi dannati di altri marinai e dei canti delle sirene ammaliatrici.
- La title track Brave New World narra la storia di John, un selvaggio strappato dal suo mondo e trascinato in un altro dove non c'è né bellezza né amore; verrà cacciato e preferirà suicidarsi piuttosto che diventare vittima di questo "nuovo mondo". La canzone prende spunto dall'omonimo romanzo di Aldous Huxley, di cui riprende per sommi capi la trama.
- Blood Brothers è una canzone di Harris dedicata al padre scomparso.
- The Mercenary descrive un uomo costretto ad uccidere per poter rimanere in vita.
- Dream of Mirrors parla di luoghi e personaggi sognati in precedenza che diventano realtà generando confusione e la paura di sognare ancora.
- The Fallen Angel parla di un uomo, l'Eletto, che si trova coinvolto negli intrighi dell'angelo caduto Azazel contro Dio mentre si avvicina l'Armageddon.
- The Nomad, narra la storia di un cavaliere nomade dell'Est antico, circondato da numerose leggende e, per questo, temuto dagli uomini.
- Out of the Silent Planet scelta come secondo singolo, descrive la prossimità di un pianeta silenzioso, dove i corpi inariditi implorano la salvezza ma sono abbandonati dai loro dèi mentre sotto di loro le nazioni soffrono. Il titolo della canzone deriva dal romanzo Lontano dal pianeta silenzioso.
- The Thin Line Between Love & Hate, parla del libero arbitrio e delle sue conseguenze nella società. Si tratta della traccia più progressive dell'album.

## Tracce
1. The Wicker Man – 4:35 (Adrian Smith, Bruce Dickinson, Steve Harris)
2. Ghost of the Navigator – 6:50 (Janick Gers, Bruce Dickinson, Steve Harris)
3. Brave New World – 6:18 (Dave Murray, Bruce Dickinson, Steve Harris)
4. Blood Brothers – 7:14 (Steve Harris)
5. The Mercenary – 4:42 (Janick Gers, Steve Harris)
6. Dream of Mirrors – 9:21 (Janick Gers, Steve Harris)
7. The Fallen Angel – 4:00 (Adrian Smith, Steve Harris)
8. The Nomad – 9:05 (Dave Murray, Steve Harris)
9. Out of the Silent Planet – 6:25 (Janick Gers, Bruce Dickinson, Steve Harris)
10. The Thin Line Between Love and Hate – 8:27 (Dave Murray, Steve Harris)

## Formazione
Gruppo
- Bruce Dickinson – voce
- Dave Murray – chitarra
- Janick Gers – chitarra
- Adrian Smith – chitarra
- Steve Harris – basso, tastiera
- Nicko McBrain – batteria

Altri musicisti
- Jeff Bova – orchestrazione (tracce 4 e 8)

## Classifiche
| Classifica (2000-21) | Posizione massima |
| -------------------- | ----------------- |
| Australia            | 33                |
| Austria              | 10                |
| Belgio (Fiandre)     | 12                |
| Belgio (Vallonia)    | 29                |
| Canada               | 13                |
| Finlandia            | 2                 |
| Francia              | 3                 |
| Germania             | 3                 |
| Italia               | 3                 |
| Norvegia             | 4                 |
| Paesi Bassi          | 16                |
| Portogallo           | 27                |
| Regno Unito          | 7                 |
| Spagna               | 8                 |
| Stati Uniti          | 39                |
| Svezia               | 1                 |
| Svizzera             | 9                 |
| Ungheria             | 4                 |